# Kedist Deltour
Kedist Deltour (Addis Abeba, 29 juli 1997) is een Belgisch model dat werd gekroond tot Miss België 2021. Als Miss België zal ze België vertegenwoordigen op Miss Universe 2021.

## Jeugd
Deltour werd geboren in Addis Abeba in Ethiopië. Toen ze acht jaar oud was, stierf haar moeder aan kanker. Haar vader liet het kind samen met haar broers en zussen achter in een weeshuis. Op tienjarige leeftijd werden zij en haar broers en zussen geadopteerd door het Belgisch echtpaar Peter en Nadège Deltour, en verhuisden ze naar Woesten in West-Vlaanderen. In België voltooide Deltour een beroepsopleiding tot kapper en verhuisde later naar Nazareth in Oost-Vlaanderen. Momenteel woont ze samen met haar vriend Keita Losene in Harelbeke. Hij vroeg haar ten huwelijk op 29/07/23 in het Praagse Štvanice in een volle arena na een MMA gevecht.

## Missverkiezingen
Deltour werd eerst gekroond tot Miss Oost-Vlaanderen 2021. Als Miss Oost-Vlaanderen kreeg Deltour het recht om de provincie te vertegenwoordigen op de nationale finale van Miss België 2021. De finale van Miss België vond plaats op 31 maart 2021 in Adinkerke, zonder publiek vanwege de COVID-19-pandemie. Deltour werd door de pers verkozen tot Miss Model waardoor ze doorschoof naar de top 22 en vervolgens naar de top vijftien en uiteindelijk werd ze aangekondigd als winnares; dit maakte haar de achtste opeenvolgende Vlaamse vrouw om de titel van Miss België binnen te halen.
Als Miss België kreeg Deltour de kans om België te vertegenwoordigen op Miss Universe, eind 2021. Bovendien ontving Deltour als onderdeel van haar prijzenpakket een roze Volvo. Deltour nam in 2024 ook deel aan Miss World 2023. Ze behaalde een top 40 notering.